# چیویتلا ین وال دی کیانا
چیویتلا ین وال دی کیانا (به ایتالیایی: Civitella in Val di Chiana) یک کومونه در ایتالیا است که در استان آرتزو واقع شده‌است.

## خصوصیات
چیویتلا ین وال دی کیانا ۱۰۰٫۳۷ کیلومترمربع مساحت و ۹٬۰۹۱ نفر جمعیت دارد و ۲۸۰ متر بالاتر از سطح دریا واقع شده‌است.

## خواهرخوانده
شهر Kämpfelbach خواهرخواندهٔ چیویتلا ین وال دی کیانا هست.